# Mellanpartierna
Mellanpartierna var den gemensamma partibeteckningen för Centerpartiet och Folkpartiet i Kalmar läns och Gotlands läns valkrets i andrakammarvalen 1964 och 1968.
Denna valtekniska samverkan resulterade i 13 557 röster och 2 mandat 1964, och 41 307 röster och 3 mandat 1968.

## Källa
- SCB Riksdagsmannavalen 1965-1968